# Mitrophyllum
Mitrophyllum es un género con 26 especies de plantas suculentas perteneciente a la familia Aizoaceae.

## Taxonomía
El género fue descrita por  Martin Heinrich Gustav Schwantes, y publicado en Zeitschrift für Sukkulentenkunde. Berlin 2: 181. 1926. La especie tipo es: Mitrophyllum mitratum (Marloth) Schwantes

## Especies
- Mitrophyllum abbreviatum L.Bolus
- Mitrophyllum affine L.Bolus
- Mitrophyllum chrysoleucum Schwantes
- Mitrophyllum clivorum Schwantes
- Mitrophyllum cognatum Schwantes
- Mitrophyllum conradii L.Bolus
- Mitrophyllum crassifolium (L.Bolus) G.D.Rowley
- Mitrophyllum dissitum Schwantes
- Mitrophyllum framesii L.Bolus
- Mitrophyllum grande N.E.Br.
- Mitrophyllum karrachabense L.Bolus
- Mitrophyllum kubusanum L.Bolus
- Mitrophyllum margaretae S.A.Hammer
- Mitrophyllum marlothianum Schwantes
- Mitrophyllum meyeri Schwantes
- Mitrophyllum mitratum (Marloth) Schwantes
- Mitrophyllum moniliforme Schwantes
- Mitrophyllum niveum L.Bolus
- Mitrophyllum parvifolium (L.Bolus) G.D.Rowley
- Mitrophyllum pillansii N.E.Br.
- Mitrophyllum pisiforme Schwantes
- Mitrophyllum proximum Schwantes
- Mitrophyllum roseum L.Bolus
- Mitrophyllum schickianum Tischer
- Mitrophyllum scutatum Schwantes
- Mitrophyllum tenuifolium L.Bolus